# Dictyna minuta
Dictyna minuta là một loài nhện trong họ Dictynidae.
Loài này thuộc chi Dictyna. Dictyna minuta được James Henry Emerton miêu tả năm 1888.